# Depresiune economică
Depresiunea economică este un termen utilizat pentru a defini o cădere susținută a uneia sau mai multor economii naționale.
Depresiunea, care este mai severă decât recesiunea, este considerată o formă rară dar extremă de recesiune, fiind caracterizată în principal de o creștere „neobișnuită” a ratei șomajului, restricționarea creditelor, restrângerea majoră a producției industriale și a investițiilor, deflația prețurilor, hiperinflație, numeroase falimente bancare, schimburi comerciale semnificativ reduse, un curs valutar foarte volatil și impredictibil, în principal cu tendința de devalorizare, reducerea cererii de mărfuri și servicii, majorarea costurilor de producție, diminuarea volumului de producție, scăderea ratei profitului, reducerea nivelului de trai a populației.
Fără a exista o definiție oficială a depresiunii economice, se consideră că aceasta apare atunci când se constată un declin al produsului intern brut (PIB) mai mare de 10%. Se consideră că depresiunea se instaurează dacă există o creștere negativă a PIB-ului timp de cel puțin două trimestre.

## Definiție
În Statele Unite, Biroul Național de Cercetări Economice determină contracții și extinderi în ciclul de afaceri, dar nu declară depresiuni. În general, perioadele marcate cu depresiuni sunt marcate de o scădere substanțială și susținută a abilității de a cumpăra bunuri în raport cu cantitatea care ar putea fi produsă utilizând resursele și tehnologia actuală (potențialul de producție). O altă definiție propusă a depresiunei include două reguli generale:
1. un declin al PIB-ului real ce depășește 10%, sau
2. o recesiune de 2 sau mai mulți ani.

## Terminologie
Termenul "depresiune" este cel mai adesea asociat cu Marea criză economică din anii 1930, însă termenul era folosit mult înainte. Într-adevăr, criza economică americană denumită "Panica din 1819" a fost descrisă de președintele american James Monroe ca fiind depresiune.

#### Depresiuni semnificative:
- Criza Generală de la 1640 – cea mai gravă depresiune din istorie. Thomas Hobbes a fost primul filozof care a explicat necesitatea vreunui "contract social" universal, în cartea Leviatanul (1652):

1. falimentul Chinei condusă de Ming ce a declanșat instaurarea dinastiei Manciu;
2. Războiul de 30 de Ani;
3. Fronda din Franța;
4. Războaiele Civile Britanice;
5. Revolta Olandeză;
6. Războiul de Restaurare a Suveranității Portugheze;
7. Revolta Catalană;
8. Revolta Napolitană;
9. Kipper und Wipper;
10. Războiul Deccan.

- Marea Depresiune de la 1837 – mai rea decât cea din anii 1930 [8]. A permis declanșarea Celei de-a doua revoluție industrială, după febra aurului din California.
- Spaima de la 1837, din S.U.A., din cauza speculării pieței de imobiliare.
- Depresiunea cea Lungă (1873-1896) – după adoptarea etalonului-aur în S.U.A. și Regatul Unit.
- Marea Criză Economică (1929-1933) – a început cu Crahul de pe Wall Street, din orașul New York.
- Depresiunea post-comunistă (1990-1992) – manifestată în țările din fostul bloc socialisto-sovietic. Criza economică a lovit aici de două ori mai intens decât Marea Criză Economică, care s-a manifestat în țările vest-europene și-n SUA. [9][10][11]
- Criza din zona Euro (2009) – Grecia s-a scufundat în recesiune ce, după 2 ani, s-a transformat în depresiune.